# Яцунский, Игорь Марианович
Игорь Марианович Яцунский (10 октября 1916, Ковров, Владимирская губерния — 4 октября 1983, Москва) — советский учёный, член научной группы акад. М. К. Тихонравова, один из создателей Первого искусственного спутника Земли, орденоносец, лауреат Ленинской премии (1957), признан как один из основателей космической геодезии.

## Биография
Игорь Яцунский родился в семье Марии Козьминичны и потомственного дворянина Мариана Корнельевича Яцунских 10 октября 1916 года в г. Коврове Владимирской губернии. В 1919 году, спасаясь от голода, семья Яцунских уехала из Коврова на Украину к деду Игоря по отцовской линии Корнелию Семёновичу Яцунскому, который служил в то время лесным ревизором. Крепкое хозяйство деда подвергается в те годы постоянным набегам грабителей, в основном голодных красноармейцев. После смерти деда в 1926 г., спасаясь от набегов, а также по причине необходимости обучения детей, семья переезжает в Москву к брату отца Виктору Корнельевичу Яцунскому (1893—1966) — известному учёному в области исторической географии и экономической истории России.
Игорь и его младшая сестра Людмила (17 мая 1918 — 10 июля 2006) вскоре переехали с родителями в подмосковную Малаховку, где жили и учились в девятилетней школе с прекрасными педагогическими кадрами.
Игорь закончил семь классов и, так как девятилетку закрыли, уехал в Москву к отцу, где год учился самостоятельно, а затем продолжил учёбу в средней школе-коммуне № 32 Наркомпроса имени П. Н. Лепешинского (находилась во 2-м Обыденском переулке).
В 1940 г. И. М. Яцунский окончил Московский институт геодезии и картографии, поступил в аспирантуру, но в связи с началом войны в 1941 г. был призван на Красный флот.

### Служба на Дальнем Востоке
Военную службу И. М. Яцунский начал в 1941 техником-строителем геодезистом аэродромно-строительной роты ВВС Тихоокеанского флота. С октября 1942 командир взвода, с июля 1943 топограф-геодезист, а с ноября 1944 старший техник топограф-геодезист инженерно-аэродромного батальона ВВС ТОФ. С марта 1945 старший техник топограф аэродромно-изыскательной партии ВВС ТОФ. Участник советско-японской войны с августа по сентябрь 1945. С сентября 1945 инженер гидролог 1-й изыскательной партии ВВС ТОФ. С апреля 1947 начальник 2-й изыскательной партии Управления ВВС 5 ВМФ. Уже казалось, что судьба И. М. Яцунского предопределена на многие десятилетия вперёд.

### Призыв Космоса
Но вот что пишет в своих воспоминаниях о 1945 г. сестра Игоря Мариановича Людмила:

А я в те годы работала в Москве в РНИИ (много раз реорганизованном), в отделе, возглавляемом М. К. Тихонравовым. Я писала брату шутливые письма о самолётах и скоростях, а всерьёз думала о том, что работа, которой занимались у нас в НИИ, необыкновенно подойдёт Игорю с его характером, глубиной ума, упорством, целеустремлённостью; что именно он (а не я) сможет принести пользу здесь, в отделе у Михаила Клавдиевича Тихонравова.

Сестра не только мечтала, но и действовала. По её просьбе после долгих и сложных переговоров и переписки между Академией артиллерийских наук и командованием Тихоокеанским флотом И. М. Яцунского направили в июле 1947 года в распоряжение президента Академии артиллерийских наук для прохождения дальнейшей службы.. В этом Людмиле Мариановне большую поддержку оказал руководитель её отдела по НИИ-4 Павел Иванович Иванов (20.02.1909 — 10.03.1978). В совместной деятельности они увидели новые стороны личности друг друга и в 1948 г. поженились, а в 1949 г. у них родилась дочка Марианна (ныне хранительница семейного научного архива Ивановых и Яцунских).

### Космическая вахта
С сентября 1947 г. И. М. Яцунский работает у М. К. Тихонравова в отделе под руководством Павла Ивановича Иванова. Человек скромный и застенчивый, И. М. Яцунский поначалу стеснялся спрашивать что-то на службе, хотя его первая специальность заметно расходилась с новым поприщем деятельности, и свои первые вопросы оставлял сестре до дома. Павел Иванович, друг и сподвижник Тихонравова ещё по временам ГИРДа, часто виделся с Михаилом Клавдиевичем и обсуждал с ним текущие вопросы, прежде всего научные. Нередко он стал захватывать с собой и Игоря Яцунского, вместе с Тихонравовым они стремились «разговорить» его, дать ему высказать своё мнение.
Вскоре Яцунский особо заинтересовался баллистикой ракет. Учитывая это, М. К. Тихонравов предложил ему разработать теорию оптимального распределения конструктивно-баллистических параметров многоступенчатых ракет, а в 1948 году — ракет пакетной схемы (замысел которой был предложен ещё К. Э. Циолковским). И. М. Яцунский успешно провёл эти работы, разработав методику, позволяющую с учётом влияния начальной перегрузки на вес конструкции «пакета» улучшить параметры ракеты в ходе полёта. В итоге дальность перелёта ракеты увеличилась от 300 до нескольких тысяч километров. Свои достижения Игорь Марианович отразил в специальной статье, которая получила положительный отклик С. П. Королёва, а в 1948 году они в развёрнутом виде вошли в Отчёт по НИР, который был вскоре премирован. Таким образом состоялось своего рода «научное крещение» И. М. Яцунского как учёного-ракетчика.
Однако он ясно осознавал недостаточность своей как общематематической, так и специальной подготовки в области ракетной техники и в 1950 г. заканчивает высшие инженерные курсы по реактивной технике при МВТУ им. Баумана. Ещё через 5 лет он вновь пойдёт учиться уже на вечернее отделение Мехмата МГУ им. М. В. Ломоносова и закончит его в 1959 г.
Исследовал вопросы запуска ИСЗ. Первый ответственный исполнитель первого отчёта по ИСЗ в НИИ-4 МО. За эти работы в составе коллектива был удостоен звания лауреата Ленинской Премии (1957 г.).
И. М. Яцунский был разработчиком системы теленастроек для обеспечения связи центра управления полётами с пилотируемым космическим аппаратом, отвечал за расчёт параметров траектории полёта космического корабля «Восток», пилотируемого Ю. А. Гагариным, создал систему согласования посадки экипажа космического корабля в заданном месте.
Участие подполковника И. М. Яцунского в подготовке полёта первого космонавта Земли было отмечено в 1961 г. орденом Трудового Красного Знамени.
Впоследствии И. М. Яцунский разработал методику обеспечения заданного теплового режима на выведенном на орбиту искусственном спутнике Земли и исследовал вопросы отвода тепла от космических аппаратов в ходе аэродинамического нагрева при входе в плотные слои атмосферы.
И. М. Яцунский хорошо помнил и свою первую специальность — именно ему принадлежит замысел о возможности применения искусственного спутника Земли для фотографирования из космоса. В настоящее время Игорь Марианович Яцунский по праву признан одним из основателей космической геодезии.
На основе многолетних исследований и опытов И. М. Яцунский обосновал новые принципы автономной навигации космических аппаратов, предложил и разработал теорию и конструкцию оптико-электронного прибора нового типа «Астрогид» — космический навигационный комплекс, который при решении ряда задач, в том числе для определения орбит групп КА), способен по ряду параметров успешно соперничать с системами ГЛОНАСС и GPS.
В 1959 г. И. М. Яцунским, одновременно с окончанием вечернего отделения Мехмата МГУ, защищена диссертация на звание кандидата технических наук. Многие годы, по воспоминаниям сестры, он занимался учёбой до 2 часов ночи, а в 6 утра уже вставал и спешил на службу в НИИ-4. Такая напряжённая деятельность привела не только к заметным научным и техническим достижениям, но и сказалась на здоровье учёного. 04 октября 1983, в день запуска очередного ИСЗ, И. М. Яцунский умер, немного не дожив до 67 лет.
Урна с его прахом захоронена в Москве, на Николо-Архангельском кладбище (уч. № 2/1), рядом с захоронением праха мужа сестры, конструктора ракетно-космической техники Павла Ивановича Иванова, скончавшегося в 1978 году.

## Научные труды
И. М. Яцунский является автором более 150 научных трудов, в том числе 20 статей, трёх книг и ряда изобретений.

## Семья
- Сестра — Людмила, в середине сороковых годов — сотрудница М. К. Тихонравова.
- Дочь — Ольга Игоревна Факеева

## Награды и звания
Научные и боевые заслуги И. М. Яцунского были отмечены следующими государственными наградами и званиями:
- орден Красной Звезды (1945, 1956),
- Лауреат Ленинской премии (1957),
- орден Трудового Красного Знамени (1961),
- ряд медалей.
- подполковник (1957),
- кандидат технических наук (1959)

## Память
Решением Городского Совета города Коврова Владимирской области Игорю Мариановичу Яцунскому посмертно присвоено звание «Почётный гражданин города Коврова».
И. М. Яцунского помнят его бывшие сослуживцы. Так, И. К. Бажинов, А. В. Брыков, Я. И. Колтунов и другие вспоминают его вклад в обнародованных ими (после снятия с проведённых работ завесы секретности) воспоминаниях. Подробная статья о его биографии и вкладе в науку имеется в военной энциклопедии Министерства обороны РФ.
Научный и боевой вклад И. М. Яцунского с гордостью и благодарностью вспоминают многие сетевые страницы, посвящённые уроженцам Владимирской области.
В 2004 г. на ул. Дегтярёва в г. Коврове открыта памятная доска, посвящённая И. М. Яцунскому. А 22.11.2006 г. в Политехническом музее города Москвы прошёл круглый стол на тему «Научное наследие военного учёного И. М. Яцунского и современная космонавтика», посвящённый «90-летию со дня рождения выдающегося учёного, ответственного исполнителя научно-исследовательских работ по первому искусственному спутнику Земли Игоря Мариановича Яцунского». На этой встрече присутствовали и выступали сослуживцы Яцунского по НИИ-4 И. К. Бажинов и Я. И. Колтунов, а также д.т. н. Э. В. Алексеев и ряд других докладчиков.
В том же 2006 году известный изобретатель из г. Коврова А. В. Волгин при поддержке космонавта Георгия Гречко и других известных деятелей космической отрасли обращался к губернатору Владимирской области с предложением установить памятник И. М. Яцунскому. По разным причинам это предложение на 2013 г. пока осуществить не удалось.

## Труды
- Тихонравов М. К., Яцунский И. М., Максимов Г. Ю., Бажинов И. К., Гурко О. В. Основы теории полёта и элементы проектирования искусственных спутников Земли. — М., «Машиностроение», 1967, 296 с.
- Яцунский И. М. О влиянии геофизических факторов на движение спутника// УФН, 1957.